# تاكيشي ميكي
تاكيشي ميكي (8 أبريل 1986 ميتاكا اليابان - ) هو لاعب كرة قدم ياباني، يلعب كلاعب وسط.